# Altheim (Horní Rakousy)
Altheim je město ležící v rakouské spolkové zemi Horní Rakousy v okrese Braunau. Žije zde přibližně 5 100 1. leden 2024 obyvatel.

## Politika
Zastupitelstvo se skládá ze 31 zastupitelů.

### Starosta
Starostou je od roku 1991 Franz Weinberger (ÖVP).

## Pamětihodnosti a kulturní památky
V roce 1985 odkryli archeologové nedaleko Altheimu pozůstatky římské vily. V obci bylo zřízeno Římské muzeum, věnované těmto vykopávkám.